# Lista de filme Felix the Cat
Aceasta este lista completă a filmelor de animație în care apare Felix the Cat (169 de filme mute și 15 filme sonore, toatalizând 184 de filme), personaj creat de Pat Sullivan și Otto Messmer pentru Pat Sullivan Studios. Filmele sunt împărțite după compania distribuitoare.

## Paramount Pictures
Steluța (*) indică faptul că data premierei nu este confirmată oficial. În primele două filme personajul poartă numele Master Tom.
| Nr. | Titlu                     | Regia        | Data premierei     | Observații |
| --- | ------------------------- | ------------ | ------------------ | ---------- |
| 1   | Feline Follies            | Otto Messmer | 9 noiembrie 1919   |            |
| 2   | Musical News              | Otto Messmer | 24 noiembrie 1919  |            |
| 3   | The Adventures of Felix   | Otto Messmer | 14 decembrie 1919  |            |
| 4   | Felix Hits the North Pole | Otto Messmer | 1 ianuarie 1920*   |            |
| 5   | A Frolic with Felix       | Otto Messmer | 25 ianuarie 1920   |            |
| 6   | Kill or Cure              | Otto Messmer | 8 februarie 1920   |            |
| 7   | Felix the Big Game Hunter | Otto Messmer | 22 februarie 1920  |            |
| 8   | Wrecking a Romeo          | Otto Messmer | 7 martie 1920      |            |
| 9   | Felix the Food Controller | Otto Messmer | 11 aprilie 1920    |            |
| 10  | Felix the Pinch Hitter    | Otto Messmer | 18 aprilie 1920    |            |
| 11  | Foxy Felix                | Otto Messmer | 16 mai 1920        |            |
| 12  | A Hungry Hoodoo           | Otto Messmer | 6 iunie 1920       |            |
| 13  | The Great Cheese Robbery  | Otto Messmer | 13 iunie 1920      |            |
| 14  | Felix and the Feed Bag    | Otto Messmer | 18 iulie 1920      |            |
| 15  | Nifty Nurse               | Otto Messmer | 22 august 1920     |            |
| 16  | The Circus                | Otto Messmer | 26 septembrie 1920 |            |
| 17  | My Hero                   | Otto Messmer | 24 octombrie 1920  |            |
| 18  | Felix the Landlord        | Otto Messmer | 21 noiembrie 1920  |            |
| 19  | Felix's Fish Story        | Otto Messmer | 26 decembrie 1920  |            |
| 20  | Felix the Gay Dog         | Otto Messmer | 6 februarie 1921   |            |
| 21  | Down on the Farm          | Otto Messmer | 13 februarie 1921  |            |
| 22  | The Hypnotist             | Otto Messmer | 20 martie 1921     |            |
| 23  | Free Lunch                | Otto Messmer | 17 aprilie 1921    |            |
| 24  | Felix Goes on Strike      | Otto Messmer | 15 mai 1921        |            |
| 25  | Out of Luck               | Otto Messmer | 5 iunie 1921       |            |
| 26  | The Love Punch            | Otto Messmer | 3 iulie 1921       |            |
| 27  | Felix Left at Home        | Otto Messmer | 17 iulie 1921      |            |

## Winkler Pictures
| Nr. | Titlu                       | Regia        | Data premierei     | Observații |
| --- | --------------------------- | ------------ | ------------------ | ---------- |
| 28  | Felix Saves the Day         | Otto Messmer | 1 februarie 1922   |            |
| 29  | Felix at the Fair           | Otto Messmer | 1 martie 1922      |            |
| 30  | Felix Makes Good            | Otto Messmer | 1 aprilie 1922     |            |
| 31  | Felix All at Sea            | Otto Messmer | 1 mai 1922         |            |
| 32  | Felix in Love               | Otto Messmer | 1 iunie 1922       |            |
| 33  | Felix in the Swim           | Otto Messmer | 1 iulie 1922       |            |
| 34  | Felix Finds a Way           | Otto Messmer | 1 august 1922      |            |
| 35  | Felix Gets Revenge          | Otto Messmer | 1 septembrie 1922  |            |
| 36  | Felix Wakes Up              | Otto Messmer | 15 septembrie 1922 |            |
| 37  | Felix Minds the Kid         | Otto Messmer | 1 octombrie 1922   |            |
| 38  | Felix Turns the Tide        | Otto Messmer | 15 octombrie 1922  |            |
| 39  | Fifty-Fifty                 | Otto Messmer | 22 octombrie 1922  |            |
| 40  | Felix Comes Back            | Otto Messmer | 26 octombrie 1922  |            |
| 41  | Felix on the Trail          | Otto Messmer | 1 noiembrie 1922   |            |
| 42  | Felix Lends a Hand          | Otto Messmer | 15 noiembrie 1922  |            |
| 43  | Felix Gets Left             | Otto Messmer | 1 decembrie 1922   |            |
| 44  | Felix in the Bone Age       | Otto Messmer | 15 decembrie 1922  |            |
| 45  | Felix the Ghost Breaker     | Otto Messmer | 1 ianuarie 1923    |            |
| 46  | Felix Win's Out             | Otto Messmer | 15 ianuarie 1923   |            |
| 47  | Felix Tries for Treasure    | Otto Messmer | 15 aprilie 1923    |            |
| 48  | Felix Revolts               | Otto Messmer | 1 mai 1923         |            |
| 49  | Felix Calms His Conscience  | Otto Messmer | 15 mai 1923        |            |
| 50  | Felix the Globe Trotter     | Otto Messmer | 1 iunie 1923       |            |
| 51  | Felix Gets Broadcasted      | Otto Messmer | 15 iunie 1923      |            |
| 52  | Felix Strikes It Rich       | Otto Messmer | 1 iulie 1923       |            |
| 53  | Felix in Hollywood          | Otto Messmer | 15 iulie 1923      |            |
| 54  | Felix in Fairyland          | Otto Messmer | 1 august 1923      |            |
| 55  | Felix Laughs Last           | Otto Messmer | 15 august 1923     |            |
| 56  | Felix and the Radio         | Otto Messmer | 30 septembrie 1923 |            |
| 57  | Felix Fills a Shortage      | Otto Messmer | 15 noiembrie 1923  |            |
| 58  | Felix the Goat Getter       | Otto Messmer | 1 decembrie 1923   |            |
| 59  | Felix Goes A-Hunting        | Otto Messmer | 15 decembrie 1923  |            |
| 60  | Felix Out of Luck           | Otto Messmer | 1 ianuarie 1924    |            |
| 61  | Felix Loses Out             | Otto Messmer | 15 ianuarie 1924   |            |
| 62  | Felix ''Hyps'' the Hippo    | Otto Messmer | 1 februarie 1924   |            |
| 63  | Felix Crosses the Crooks    | Otto Messmer | 15 februarie 1924  |            |
| 64  | Felix Tries to Rest         | Otto Messmer | 29 februarie 1924  |            |
| 65  | Felix Doubles for Darwin    | Otto Messmer | 15 martie 1924     |            |
| 66  | Felix Finds Out             | Otto Messmer | 1 aprilie 1924     |            |
| 67  | Felix Crashes In            | Otto Messmer | 11 aprilie 1924    |            |
| 68  | Felix Fairy Tales           | Otto Messmer | 21 aprilie 1924    |            |
| 69  | Felix Pinches the Pole      | Otto Messmer | 1 mai 1924         |            |
| 70  | Felix Puts It Over          | Otto Messmer | 15 mai 1924        |            |
| 71  | Friend in Need              | Otto Messmer | 1 iunie 1924       |            |
| 72  | Felix Finds 'Em Fickle      | Otto Messmer | 15 iunie 1924      |            |
| 73  | Baffled by Banjos           | Otto Messmer | 15 iunie 1924      |            |
| 74  | Felix All Balled Up         | Otto Messmer | 1 iulie 1924       |            |
| 75  | Felix Brings Home the Bacon | Otto Messmer | 15 iulie 1924      |            |
| 76  | Felix Goes West             | Otto Messmer | 1 august 1924      |            |
| 77  | Felix Minds His Business    | Otto Messmer | 17 august 1924     |            |
| 78  | Felix Grabs His Grab        | Otto Messmer | 1 septembrie 1924  |            |
| 79  | Felix Goes Hungry           | Otto Messmer | 1 decembrie 1924   |            |
| 80  | Felix Finishes First        | Otto Messmer | 15 decembrie 1924  |            |
| 81  | Felix Wins and Loses        | Otto Messmer | 1 ianuarie 1925    |            |
| 82  | Felix All Puzzled           | Otto Messmer | 15 ianuarie 1925   |            |
| 83  | Felix Follows the Swallows  | Otto Messmer | 1 februarie 1925   |            |
| 84  | Felix Rests in Peace        | Otto Messmer | 15 februarie 1925  |            |
| 85  | Felix Gets His Fill         | Otto Messmer | 1 martie 1925      |            |
| 86  | Felix Full o' Fight         | Otto Messmer | 13 aprilie 1925    |            |
| 87  | Felix Outwits Cupid         | Otto Messmer | 27 aprilie 1925    |            |
| 88  | Felix Monkeys with Magic    | Otto Messmer | 8 mai 1925         |            |
| 89  | Felix Cops the Prize        | Otto Messmer | 25 mai 1925        |            |
| 90  | Felix Gets the Can          | Otto Messmer | 8 iunie 1925       |            |
| 91  | Felix Dopes It Out          | Otto Messmer | 15 august 1925     |            |

## General Electric
| Nr. | Titlu               | Regia        | Data premierei | Observații |
| --- | ------------------- | ------------ | -------------- | ---------- |
| 92  | The Cat and the Kit | Otto Messmer | 18 iunie 1925  |            |

## Educational Film Exchanges
O parte din filme au fost relansate între 1928-1929 cu muzica adăugată de Jacques Kopfstein.
| Nr. | Titlu                                 | Regia        | Data premierei     | Observații      |
| --- | ------------------------------------- | ------------ | ------------------ | --------------- |
| 93  | Felix Trifles with Time               | Otto Messmer | 23 august 1925     |                 |
| 94  | Felix the Cat Busts into Business     | Otto Messmer | 6 septembrie 1925  |                 |
| 95  | Felix the Cat Trips Thru Toyland      | Otto Messmer | 20 septembrie 1925 |                 |
| 96  | Felix the Cat on the Farm             | Otto Messmer | 4 octombrie 1925   |                 |
| 97  | Felix the Cat on the Job              | Otto Messmer | 18 octombrie 1925  |                 |
| 98  | The Cold Rush                         | Otto Messmer | 1 noiembrie 1925   |                 |
| 99  | Eats Are West                         | Otto Messmer | 15 noiembrie 1925  |                 |
| 100 | Felix the Cat Tries the Trades        | Otto Messmer | 29 noiembrie 1925  |                 |
| 101 | At the Rainbow's End                  | Otto Messmer | 13 decembrie 1925  |                 |
| 102 | Felix the Cat Kept on Walking         | Otto Messmer | 27 decembrie 1925  |                 |
| 103 | Felix the Cat Spots the Spooks        | Otto Messmer | 10 ianuarie 1926   |                 |
| 104 | Felix the Cat Flirts with Fate        | Otto Messmer | 24 ianuarie 1926   |                 |
| 105 | Felix the Cat in Blunderland          | Otto Messmer | 7 februarie 1926   |                 |
| 106 | Felix the Cat Fans the Flames         | Otto Messmer | 21 februarie 1926  |                 |
| 107 | Felix the Cat Laughts It Off          | Otto Messmer | 7 martie 1926      |                 |
| 108 | Felix the Cat Weathers the Weather    | Otto Messmer | 21 martie 1926     |                 |
| 109 | Felix the Cat Uses His Head           | Otto Messmer | 4 aprilie 1926     |                 |
| 110 | Felix the Cat Misses the Cue          | Otto Messmer | 18 aprilie 1926    |                 |
| 111 | Felix the Cat Braves the Briny        | Otto Messmer | 2 mai 1926         |                 |
| 112 | A Tale of Two Kitties                 | Otto Messmer | 16 mai 1926        |                 |
| 113 | Felix the Cat Scoots Through Scotland | Otto Messmer | 30 mai 1926        |                 |
| 114 | Felix the Cat Rings the Ringer        | Otto Messmer | 13 iunie 1926      |                 |
| 115 | School Daze                           | Otto Messmer | 27 iunie 1926      |                 |
| 116 | Felix the Cat Seek Solitude           | Otto Messmer | 11 iulie 1926      |                 |
| 117 | Felix the Cat Misses His Swiss        | Otto Messmer | 25 iulie 1926      |                 |
| 118 | Felix the Cat in Gym Gems             | Otto Messmer | 8 august 1926      |                 |
| 119 | Two-Lip Time                          | Otto Messmer | 22 august 1926     |                 |
| 120 | Scrambled Yeggs                       | Otto Messmer | 5 septembrie 1926  |                 |
| 121 | Felix the Cat Shatters the Sheik      | Otto Messmer | 19 septembrie 1926 |                 |
| 122 | Felix the Cat Hunts the Hunter        | Otto Messmer | 3 octombrie 1926   |                 |
| 123 | Land O'Fancy                          | Otto Messmer | 17 octombrie 1926  |                 |
| 124 | Felix the Cat Busts a Bubble          | Otto Messmer | 31 octombrie 1926  |                 |
| 125 | Reverse English                       | Otto Messmer | 14 noiembrie 1926  |                 |
| 126 | Felix the Cat Trumps the Ace          | Otto Messmer | 28 noiembrie 1926  |                 |
| 127 | Felix the Cat Collars the Button      | Otto Messmer | 12 decembrie 1926  |                 |
| 128 | Zoo Logic                             | Otto Messmer | 26 decembrie 1926  |                 |
| 129 | Felix the Cat Dines and Pines         | Otto Messmer | 9 ianuarie 1927    |                 |
| 130 | Pedigreedy                            | Otto Messmer | 23 ianuarie 1927   |                 |
| 131 | Icy Eyes                              | Otto Messmer | 6 februarie 1927   |                 |
| 132 | Stars and Stripes                     | Otto Messmer | 20 februarie 1927  |                 |
| 133 | Felix the Cat Sees 'Em in Season      | Otto Messmer | 6 martie 1927      |                 |
| 134 | Barn Yarns                            | Otto Messmer | 20 martie 1927     |                 |
| 135 | Germ Mania                            | Otto Messmer | 3 aprilie 1927     |                 |
| 136 | Sax Appeal                            | Otto Messmer | 17 aprilie 1927    |                 |
| 137 | Eye Jinks                             | Otto Messmer | 1 mai 1927         |                 |
| 138 | Felix the Cat as Romeeow              | Otto Messmer | 15 mai 1927        |                 |
| 139 | Felix the Cat Ducks His Duty          | Otto Messmer | 29 mai 1927        |                 |
| 140 | Dough-Nutty                           | Otto Messmer | 12 iunie 1927      |                 |
| 141 | ''Loco'' Motive                       | Otto Messmer | 26 iunie 1927      |                 |
| 142 | Art for Heart's Sake                  | Otto Messmer | 10 iulie 1927      |                 |
| 143 | The Travel-Hog                        | Otto Messmer | 24 iulie 1927      |                 |
| 144 | Felix the Cat, Jack of All Trades     | Otto Messmer | 7 august 1927      |                 |
| 145 | The Non-Stop Fright                   | Otto Messmer | 21 august 1927     | muzică adăugată |
| 146 | Wise Guise                            | Otto Messmer | 4 septembrie 1927  |                 |
| 147 | Flim Flam Films                       | Otto Messmer | 18 septembrie 1927 |                 |
| 148 | Felix the Cat Switches Witches        | Otto Messmer | 2 octombrie 1927   | muzică adăugată |
| 149 | No Fuelin'                            | Otto Messmer | 16 octombrie 1927  | muzică adăugată |
| 150 | Daze and Knights                      | Otto Messmer | 30 octombrie 1927  | muzică adăugată |
| 151 | Uncle Tom's Crabbin'                  | Otto Messmer | 13 noiembrie 1927  | muzică adăugată |
| 152 | Whys and Otherwise                    | Otto Messmer | 27 noiembrie 1927  | muzică adăugată |
| 153 | Felix the Cat Hits the Deck           | Otto Messmer | 11 decembrie 1927  |                 |
| 154 | Felix Behind the Front                | Otto Messmer | 25 decembrie 1927  | muzică adăugată |
| 155 | The Smoke Scream                      | Otto Messmer | 8 ianuarie 1928    | muzică adăugată |
| 156 | Draggin' the Dragon                   | Otto Messmer | 22 ianuarie 1928   |                 |
| 157 | The Oily Bird                         | Otto Messmer | 5 februarie 1928   | muzică adăugată |
| 158 | Ohm Sweet Ohm                         | Otto Messmer | 19 februarie 1928  |                 |
| 159 | Japanicky                             | Otto Messmer | 4 martie 1928      | muzică adăugată |
| 160 | Polly-tics                            | Otto Messmer | 18 martie 1928     |                 |
| 161 | Comicalamities                        | Otto Messmer | 1 aprilie 1928     |                 |
| 162 | Sure-Locked Homes                     | Otto Messmer | 15 aprilie 1928    |                 |
| 163 | Eskimotive                            | Otto Messmer | 29 aprilie 1928    | muzică adăugată |
| 164 | Arabiantics                           | Otto Messmer | 13 mai 1928        | muzică adăugată |
| 165 | In and Out-Laws                       | Otto Messmer | 27 mai 1928        |                 |
| 166 | Outdoor Indore                        | Otto Messmer | 10 iunie 1928      | muzică adăugată |
| 167 | Futuritzy                             | Otto Messmer | 24 iunie 1928      | muzică adăugată |
| 168 | Astronomeous                          | Otto Messmer | 8 iulie 1928       | muzică adăugată |
| 169 | Jungle Bungles                        | Otto Messmer | 22 iulie 1928      |                 |
| 170 | The Last Life                         | Otto Messmer | 5 august 1928      |                 |

## Copley Pictures Corporation
Acestea sunt singurele filme cu Felix the Cat produse de Pat Sullivan Studios, realizate original cu sonor. Steluța (*) indică faptul că data premierei nu este confirmată oficial.
| Nr. | Titlu                        | Regia        | Data premierei     | Observații |
| --- | ---------------------------- | ------------ | ------------------ | ---------- |
| 171 | One Good Turn                | Otto Messmer | 22 iunie 1929      |            |
| 172 | False Vases                  | Otto Messmer | 13 iulie 1929      |            |
| 173 | Romeeow                      | Otto Messmer | 10 august 1929*    |            |
| 174 | The Cat's Meow               | Otto Messmer | 7 septembrie 1929* |            |
| 175 | Forty Winks                  | Otto Messmer | 1 ianuarie 1930    |            |
| 176 | Hootchy Cootchy Parlais Vous | Otto Messmer | 12 martie 1930     |            |
| 177 | Oceantics                    | Otto Messmer | 3 aprilie 1930     |            |
| 178 | Skulls and Sculls            | Otto Messmer | 5 iunie 1930       |            |
| 179 | Tee Time                     | Otto Messmer | 31 iulie 1930      |            |
| 180 | April Maze                   | Otto Messmer | 14 septembrie 1930 |            |
| 181 | Woos Whoopee                 | Otto Messmer | 18 noiembrie 1930  |            |
| 182 | Backyard Serenade            | Otto Messmer | 26 decembrie 1930* |            |

## Van Beuren Studios
Aceste filme sunt produse în culori, și distribuite de RKO Radio Pictures.
| Nr. | Titlu                              | Regia                    | Data premierei   | Observații                |
| --- | ---------------------------------- | ------------------------ | ---------------- | ------------------------- |
| 183 | The Goose That Laid the Golden Egg | Burt Gillett, Tom Palmer | 7 februarie 1936 | din seria Rainbow Parades |
| 184 | Neptune Nonsense                   | Burt Gillett, Tom Palmer | 20 martie 1936   | din seria Rainbow Parades |
| 185 | Bold King Cole                     | Burt Gillett             | 29 mai 1936      | din seria Rainbow Parades |